# Stig Rydén (intendent)
Stig August Rydén, född den 19 januari 1908 i Helsingborg, död den 12 april 1965 i Stockholm, var en svensk museiman. 
Rydén blev filosofie doktor i Göteborg 1936 (avhandling: Archaeological Researches in the Department of La Candelaria (Prov. Salta, Argentina)) och docent i allmän och jämförande etnografi vid Stockholms universitet 1961. Han var amanuens och intendent vid Etnografiska museet i Göteborg 1929–1955 och intendent vid Statens etnografiska museum från 1955. Rydén genomförde forskningsresor i Argentina, Bolivia och Chile 1932–1933, 1938–1939 och 1951–1952 och blev ledamot av utgivningsdirektionen för Antiquity and Survivals 1955. Hans skrifter rör särskilt de sydamerikanska indianernas kulturhistoria och de svenska kulturförbindelserna med Spanien och Sydamerika under 1700-talet. Rydén utgav Francisco de Mirandas svensk-norska dagbok (tillsammans med andra, 1950).